# Comx-35
Il COMX-35 è un home computer prodotto dalla COMX World Operations Ltd con sede a Hong Kong nel 1983.
È uno dei pochi computer ad adottare come CPU il microprocessore RCA 1802 che fu usato anche all'interno di alcune Sonde spaziali.
Il COMX-35 è dotato di tastiera con joystick integrato al posto dei tasti cursore.
Presentava al momento del lancio un prezzo contenuto ed aveva una vasta collezione di software da esso eseguibile.

## Specifiche tecniche
- CPU: CDP 1802 operante a 2.813 (PAL) o 2.835 MHz (NTSC)
- RAM: 35KB (67 KB max.)
- ROM: 16KB con interprete BASIC
- Video: chip CDP1869/CDP1870
- modalità testo: 40 colonne x 24 linee. In alternativa 20x24, 40x12 e 20x12
- Set di caratteri: 128 caratteri programmabili, il set di caratteri di default sono con caratteri in maiuscolo
- Dimensione dei caratteri: 6x9 (PAL) o 6x8 (NTSC) pixels oppure 6x16
- Modi grafici: Solo modo pseudo-grafico attraverso caratteri programmabili per simulare un risoluzione di 240x216 pixel
- Colori: 8 colori in foreground e 8 in background (per l'intero schermo)
- Suono: 1 canale con estensione di 8 ottave, 16 livelli di volume ed effetti.